# Svanteberg

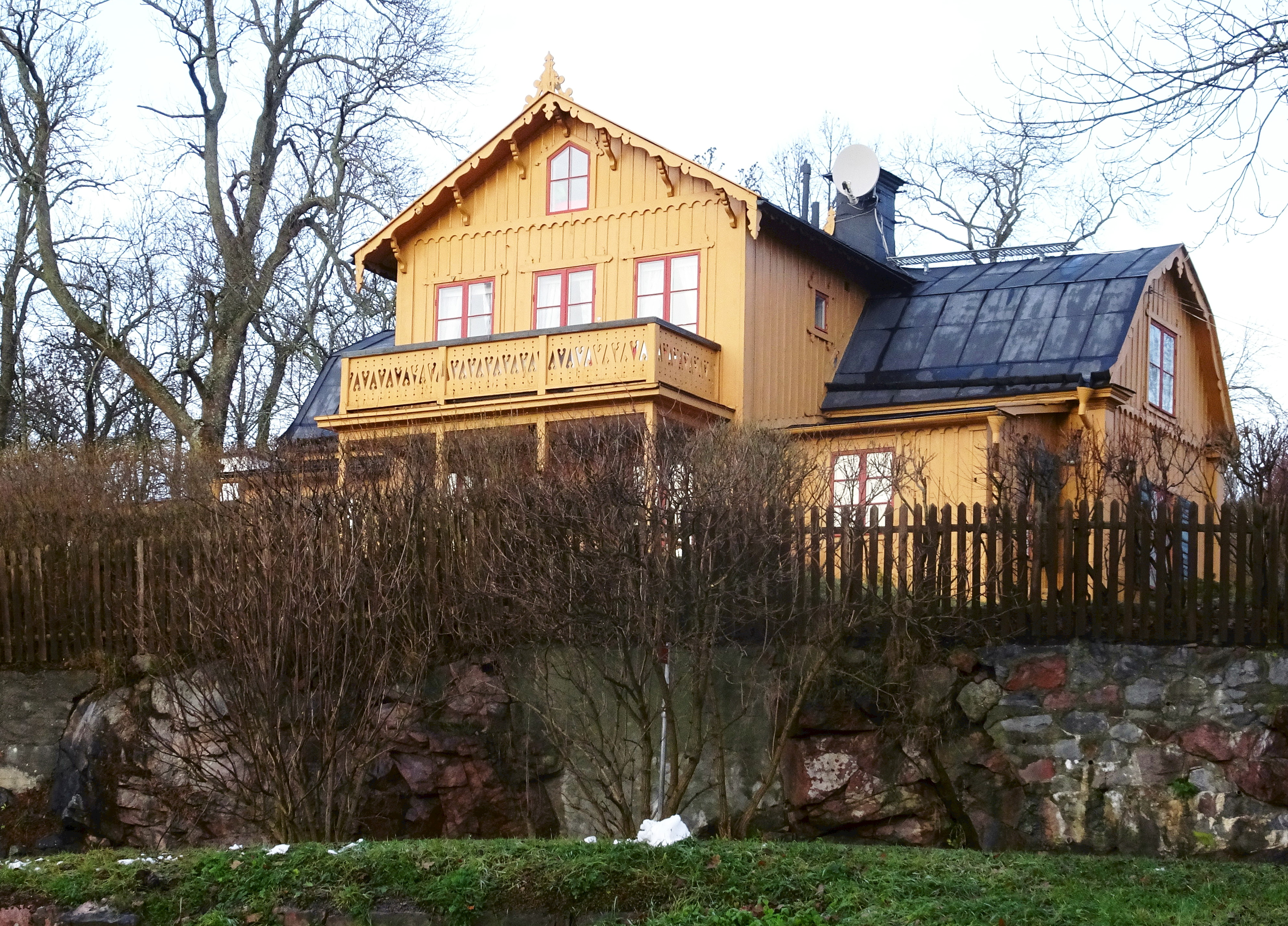
Svanteberg i december 2017.

Svanteberg även Nedre Svanteberg (officiellt Drottningholm 1:55) är en fastighet vid Dragonvägen 22 på Drottningholmsmalmen, Ekerö kommun. Svanteberg anlades på 1700-talets slut för läkaren Sven Anders Hedin. Huvudbyggnaden med sina båda flyglar är av kommunen grönmarkerade vilket betyder att de är särskilt värdefulla ur historisk, kulturhistorisk, miljömässig eller konstnärlig synpunkt.

## Byggnadsbeskrivning

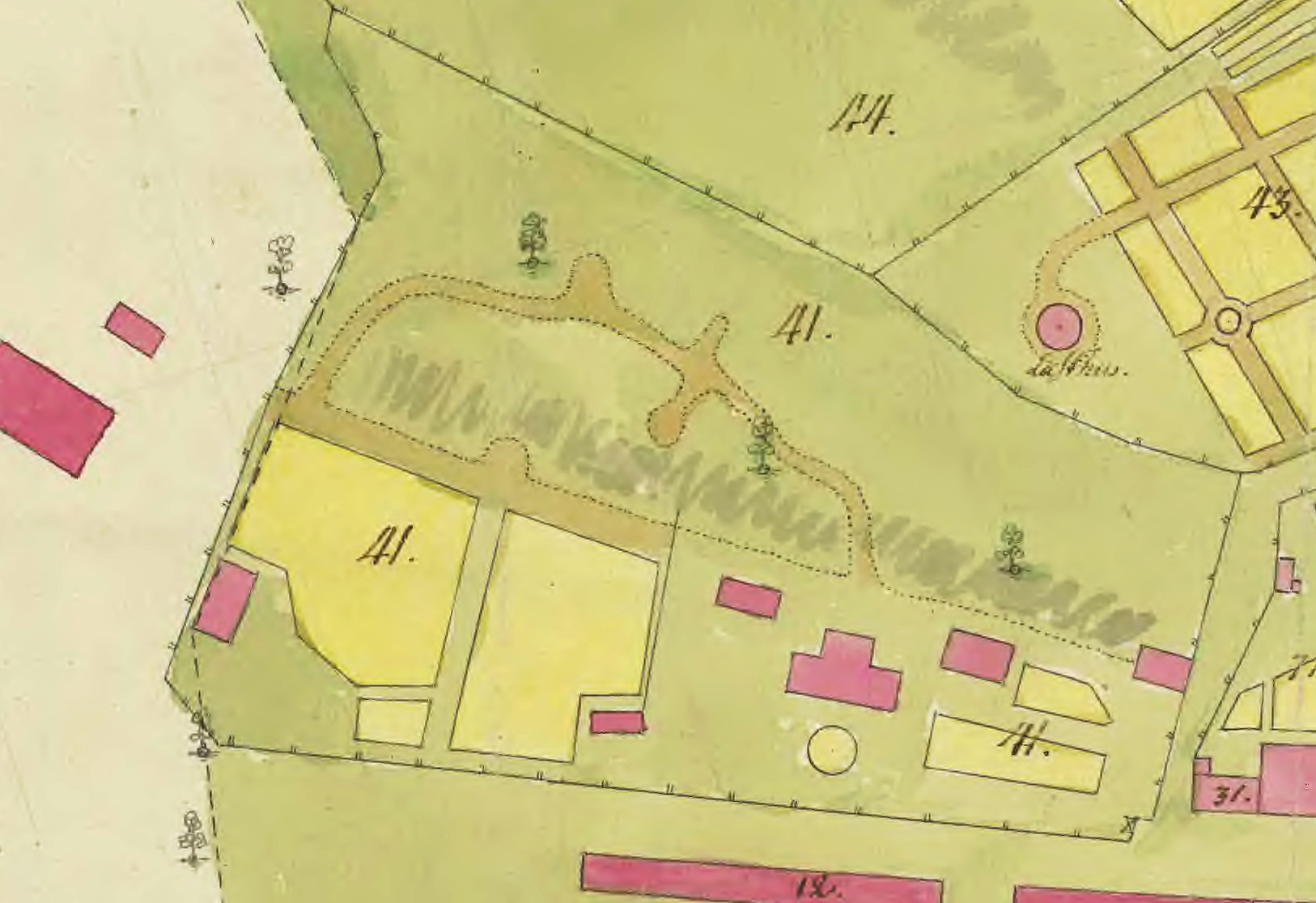
Hedins tomt (nr 41), 1815.

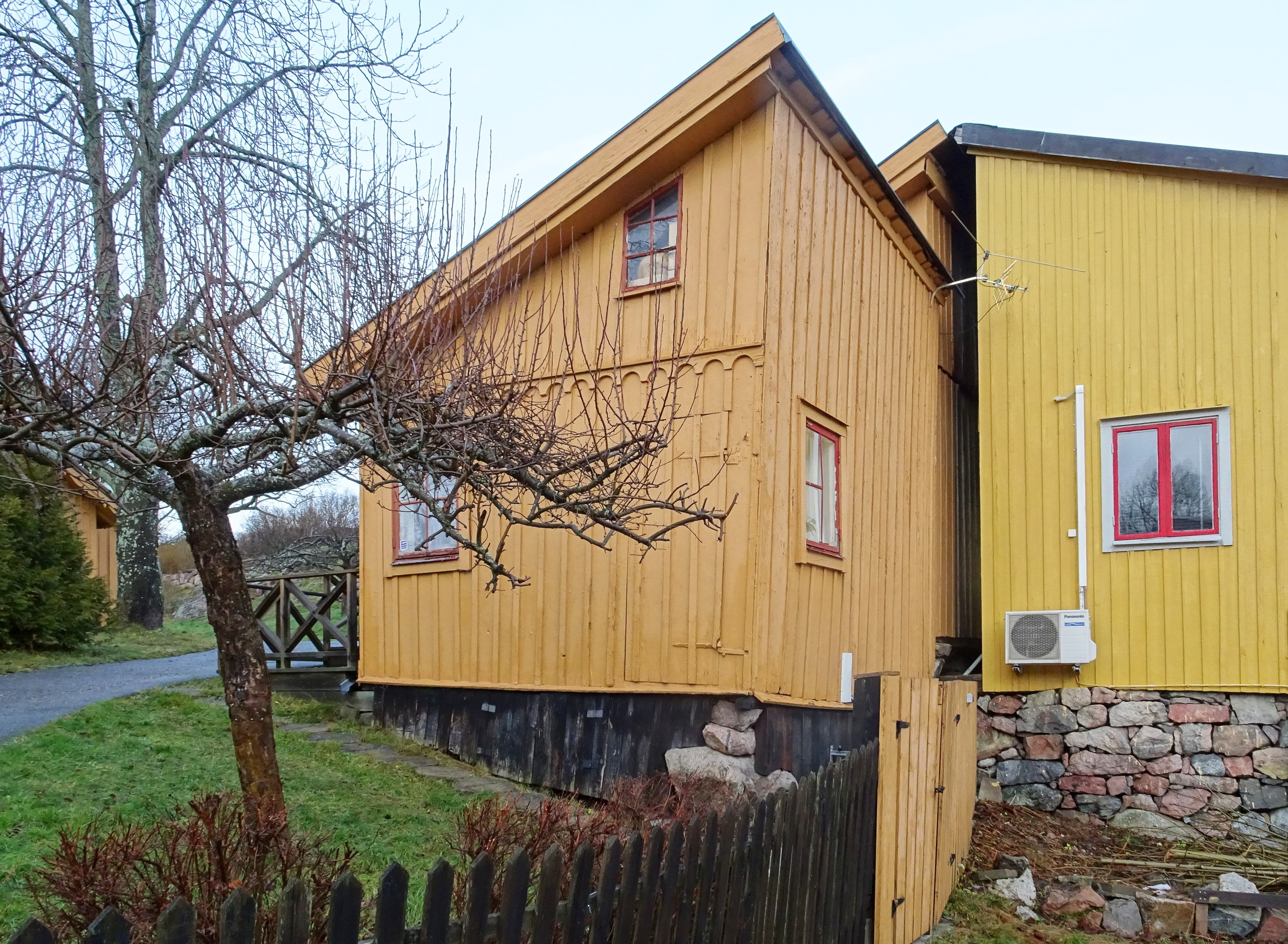
Svanteberg, uthuslänga.

Svanteberg bestod ursprungligen av flera byggnader, bland dem en huvudbyggnad med två fristående flyglar och flera uthus. I norr och väster låg trädgård och park samt ett mindre skogsområde. Tomten ligger i en södervänd sluttning ner mot dagens Dragonvägen.
Sven Anders Hedin var Gustav III:s livmedikus och 1785 utnämnd till förste tjänstgörande hovläkare vid Drottningholms slott. Efter 1792 var han verksam som provinsialmedikus i Drottningholm och Svartsjö slotts län. Av konungen fick han detta område med utmärkt utsikt över slottet. Tomten omfattade ursprungligen 1:2 tunnland (motsvarande cirka 6 000 kvadratmeter). Här lät Hedin uppföra sin bostad på 1700-talets slut. 
Idag är huvudbyggnaden om- och tillbyggd och tomten styckat. Sitt nuvarande utseende med en stor utbyggnad mot söder och omfattande utsmyckningar av lövsågerier fick huset i slutet av 1800-talet. En uthuslänga på tomtens östra gräns bevarar fortfarande sitt ursprungliga utseende.